# Jozef Weyns
Jozef Weyns (Heist-op-den-Berg, 4 april 1913 - Genk, 15 juli 1974) was een Vlaams heemkundige en museumconservator.

## Biografie

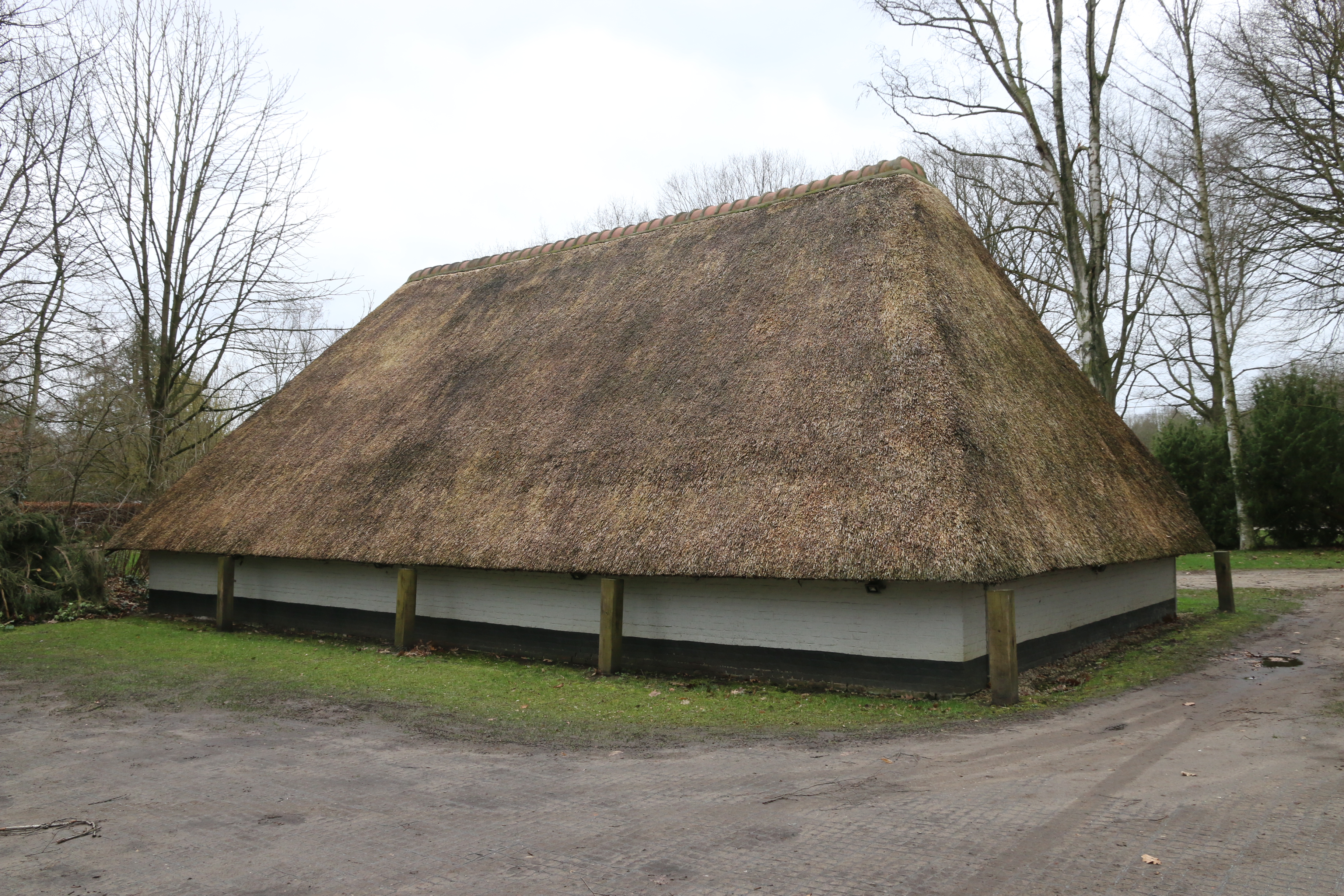
Schuur van Ter Speelbergen

Weyns studeerde af als onderwijzer aan de Normaalschool te Lier in 1932, waarna hij in 1935 aan de Rijksuniversiteit Gent het diploma van licentiaat in de kunstgeschiedenis en oudheidkunde behaalde. In 1946 promoveerde hij als doctor in de kunstgeschiedenis met een proefschrift over de plastiek in het Midden-Kongogebied. Hij werkte nadien enkele jaren als wetenschappelijk medewerker aan het Museum voor Midden-Afrika in Tervuren en als attaché aan de Koninklijke Musea voor Kunst en Geschiedenis te Brussel. In 1951 bouwde hij zijn landhuis Ter Speelbergen in Beerzel, wat geldt als een voorloper van het openluchtmuseum Bokrijk.
In 1953 begon hij aan de bouw van het Openluchtmuseum te Bokrijk, waarvan hij tevens de eerste conservator was. In die hoedanigheid verwierf hij internationale bekendheid. Zijn deskundigheid culmineerde in 1974 in de postume verschijning van het vierdelige naslagwerk Volkshuisraad in Vlaanderen, gepubliceerd in eigen beheer.
Vanaf de Tweede Wereldoorlog ging zijn aandacht meer en meer uit naar de materiële volkscultuur in Vlaanderen. Hij werd in 1941 lid van het pas gestichte Verbond voor Heemkunde en vanaf 1946 werd hij bestuurslid. Hij publiceerde talrijke bijdragen in het tijdschrift Ons Heem waarvan hij sinds 1947 eindredacteur was. Vanaf 1957 tot zijn overlijden was hij voorzitter van het Verbond voor Heemkunde, dat hij tot grote bloei bracht. Hij stelde onder andere de Landdagen in vanaf 1957, die een groot succes kenden. Naast zijn activiteiten voor het Verbond was hij voorzitter van de Heistse heemkundige kring Die Swane en had contacten met talrijke andere heemkringen en organisaties in heel Vlaanderen.
Na zijn dood verschenen talrijke in memoriams waarin hulde werd gebracht aan deze pionier van de heemkunde. Het Verbond voor Heemkunde stelde het Jozef Weyns Eremerk in dat wordt uitgereikt aan mensen die veel hebben bijgedragen tot de heem- en volkskunde. Zijn echtgenote Paula Weyns-Mylemans zette zijn activiteiten verder en zorgde ervoor dat Weyns' nalatenschap niet verloren ging, onder meer door de heruitgave van Volkshuisraad in Vlaanderen in 1999.
- Gemeinsame Normdatei: 120082101
- International Standard Name Identifier: 0000 0001 3925 2393
- Nederlandse Thesaurus van Auteursnamen: 072345519
- RKD-Nederlands Instituut voor Kunstgeschiedenis: 95066
- Système universitaire de documentation: 079915884
- Virtual International Authority File: 219384558
- WorldCat: E39PBJr3mRf9Bw4XJpt7tbBVmd